# میکسبری
میکسبری (به انگلیسی: Mixbury) یک روستا و محله مدنی در بریتانیا است که در چرول واقع شده‌است. میکسبری ۱۵٫۳۸ کیلومتر مربع مساحت و ۳۷۰ نفر جمعیت دارد.